# Собачьи бои

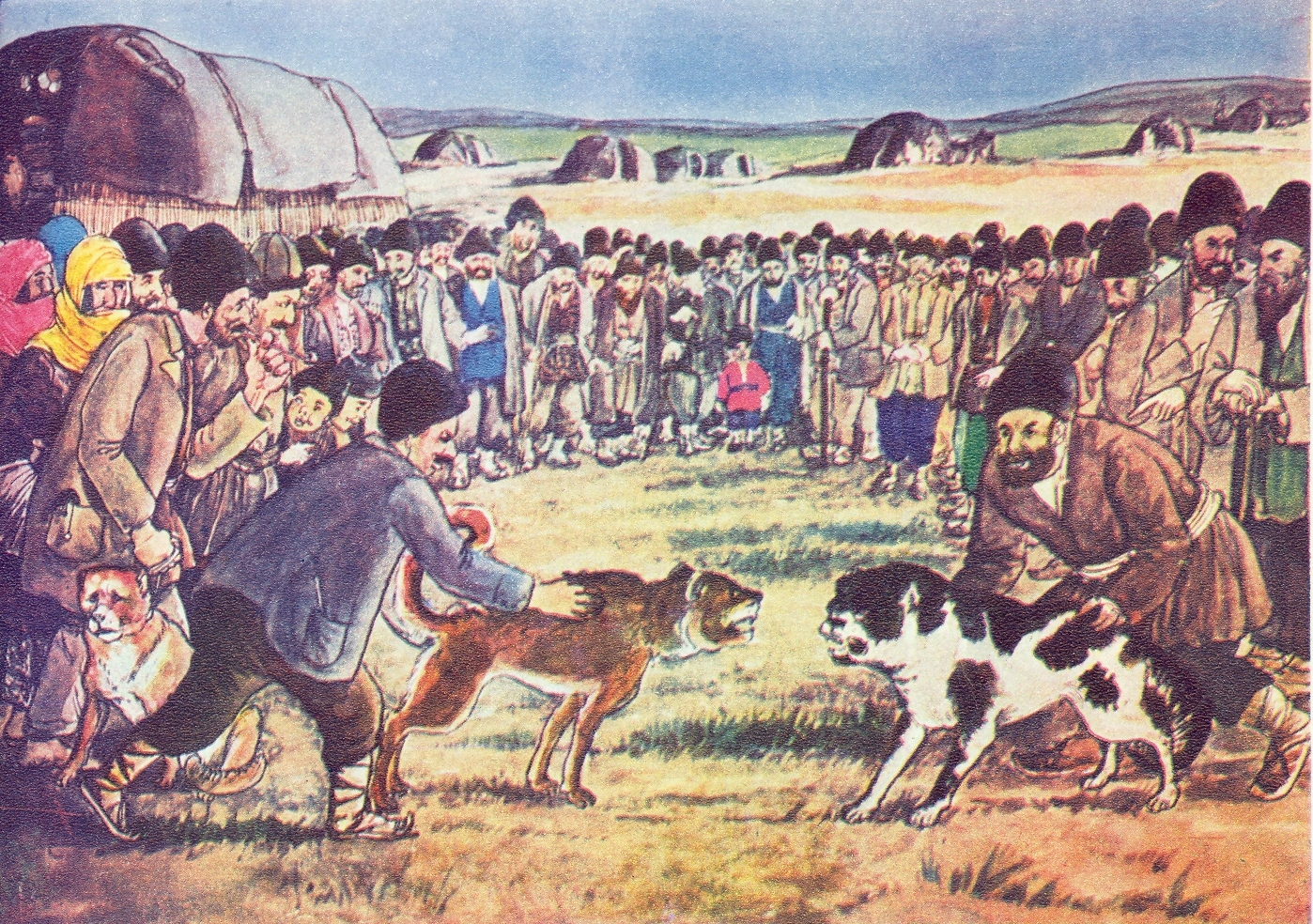
Гравюра Азима Азимзаде, 1938 год

Соба́чьи бои́ — запрещённый в большинстве стран мира вид кровавых зрелищ, в котором принимаются ставки на победу в драке между двумя или более собаками.

## Возникновение собачьих боёв
Этот кровавый спорт в Англии был популярен в XVIII—XIX веках.
В XVIII веке лондонцы из низших слоев общества придумали развлечение: в небольшой деревянный загон запускалась собака и несколько десятков, а то и сотен крыс. Объявлялись ставки: за какое время и сколько крыс пёс успеет передушить. После чего начиналось «зрелище», забавляющее обитателей лондонского «дна» и очень доходное для хозяина крысиного тотализатора, который по совместительству чаще всего являлся и хозяином собаки. Терьеры и английские бульдоги показывали наиболее высокие результаты и потому повсеместно считались признанными крысобоями. Чтобы максимально усилить эффект и заработать дополнительный куш, эти две породы скрестили и получили бойцовых собак крысобоев — буль-энд-терьеров. Среди обитателей низшего лондонского общества обладание бойцовой собакой считалось особым шиком, а хозяева крысобоев вызывали всеобщую зависть и занимали по отношению к окружающим более высокий статус.
К началу XIX века популярность бычьей травли и медвежьей травли пошла на убыль. В обществе назрел вопрос о запрете жестоких развлечений. На этом фоне собачьи бои, напротив, стремительно набирали популярность. Технически организовать такой бой было значительно проще и безопасней, чем травлю крупных животных. Зрителей собиралось не меньше, а затраты на организацию и риск травм для людей значительно снижались.
К середине XIX века собачьи бои остались практически единственной широко доступной кровавой азартной забавой. Кроме того, покупатели и продавцы собак бойцовых пород часто рассматривали собачий бой как проверку их рабочих качеств. Собак выпускали на арену, отгороженную от зрителей, так называемый «пит», или яму. Отсюда пошло название породы «питбультерьер», выведенной в США на основе бойцовых собак, использовавшихся в Англии наиболее успешно.
Вскоре крысиные забавы наскучили простому люду, и тогда стали устраиваться собачьи бои. Для собачьих боёв брали собак разных пород, но примерно одного веса. Однако в собачьих боях существовал закон: победившую собаку хозяин и его подручные должны были немедленно оттащить от поверженного противника. Делалось это потому, что бойцовые собаки ценились очень высоко и владелец проигравшего пса вовсе не желал окончательно терять своего «кормильца», а в случае гибели пса хозяин победителя не только не получал награду, но ещё и выплачивал крупный штраф проигравшему. Чтобы соблюсти этот закон, настоящая бойцовая собака воспитывалась таким образом, чтобы никогда, даже в самом разгаре боя, не смела нападать на человека.

## Собачьи бои стоса-ину
Подобно борьбе сумо в традиционных японских собачьих боях цель боя — повалить противника, прижать его к рингу. Собаки, которые кусают и пытаются рвать соперника, лают во время боя, дисквалифицируются и не допускаются к последующим боям.
Так же как и в сумо, существуют ранги собак-бойцов, самые мощные и выносливые собаки, выигравшие много боёв, получают звания «чемпионов» и «великих чемпионов». Занявшая первое место тоса получает специальный расписной «передник» и конопляный венок.

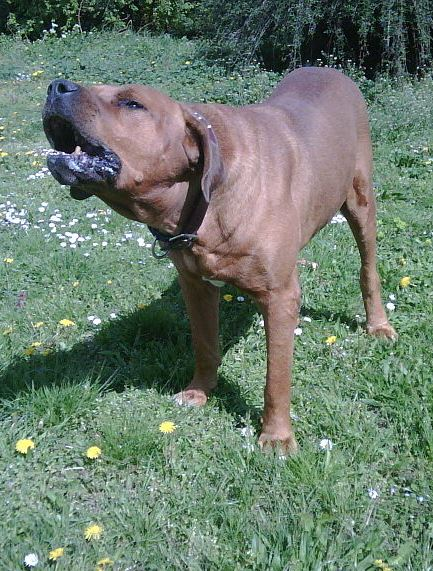
Tosa Inu

## Собачьи бои сегодня
На сегодняшний день собачьи бои запрещены во многих странах мира. Тем не менее они сохраняют свою популярность в Азии (Пакистан, Казахстан, Китай и прочие) и, в меньшей степени, в других регионах. В частности, несмотря на законодательные запреты, проблема проведения собачьих боёв остаётся актуальной на территориях России, США и других государств. Регулярно проводятся различные турниры и чемпионаты.
Отношение к собачьим боям остаётся неоднозначным. С одной стороны, часто они являются самоцелью, исключительно азартным развлечением, а качества, культивируемые в них, неприменимы на практике. В таком спорте наиболее популярны американские питбультерьеры, булли кутта и другие. С другой стороны, тестовые испытания, проводящиеся среди волкодавов, таких как САО и КО, в качестве основной задачи имеют сохранение рабочих качеств, необходимых для защиты стада от диких хищников (в первую очередь, волков); таким образом, они являются зоотехническим мероприятием, правила которого очень жёстко регулируются.